# یان نیمتس
یان نیِمِتس (چکی: Jan Němec; ۱۲ ژوئیهٔ ۱۹۳۶ – ۱۸ مارس ۲۰۱۶) از فیلمسازان برجستهٔ چکسلواکی در دههٔ ۱۹۶۰ میلادی بود که با فیلم‌هایش نقش قابل توجهی در شکوفایی موج نوی سینمای چک ایفا کرد. از فیلم‌های مهمش می‌توان الماس‌های شب (۱۹۶۴) و گزارش یک جشن و مهمانانش (۱۹۶۶) را نام برد.
از آثاری که در آن نقش‌هایی به جز کارگردانی داشته می‌توان به سبکی تحمل‌ناپذیر هستی (مشارکت در موسیقی متن) و ۶۸ (بازیگری) اشاره کرد.